# Tanaecia jordani
Tanaecia jordani är en fjärilsart som beskrevs av Hans Fruhstorfer 1896. Tanaecia jordani ingår i släktet Tanaecia och familjen praktfjärilar. Inga underarter finns listade i Catalogue of Life.